# Bhucho Mandi
Bhucho Mandi é uma cidade  no distrito de Bathinda, no estado indiano de Punjab.

## Demografia
Segundo o censo de 2001, Bhucho Mandi tinha uma população de 13,183 habitantes. Os indivíduos do sexo masculino constituem 53% da população e os do sexo feminino 47%. Bhucho Mandi tem uma taxa de literacia de 63%, superior à média nacional de 59.5%; a literacia no sexo masculino é de 69% e no sexo feminino é de 56%. 13% da população está abaixo dos 6 anos de idade.

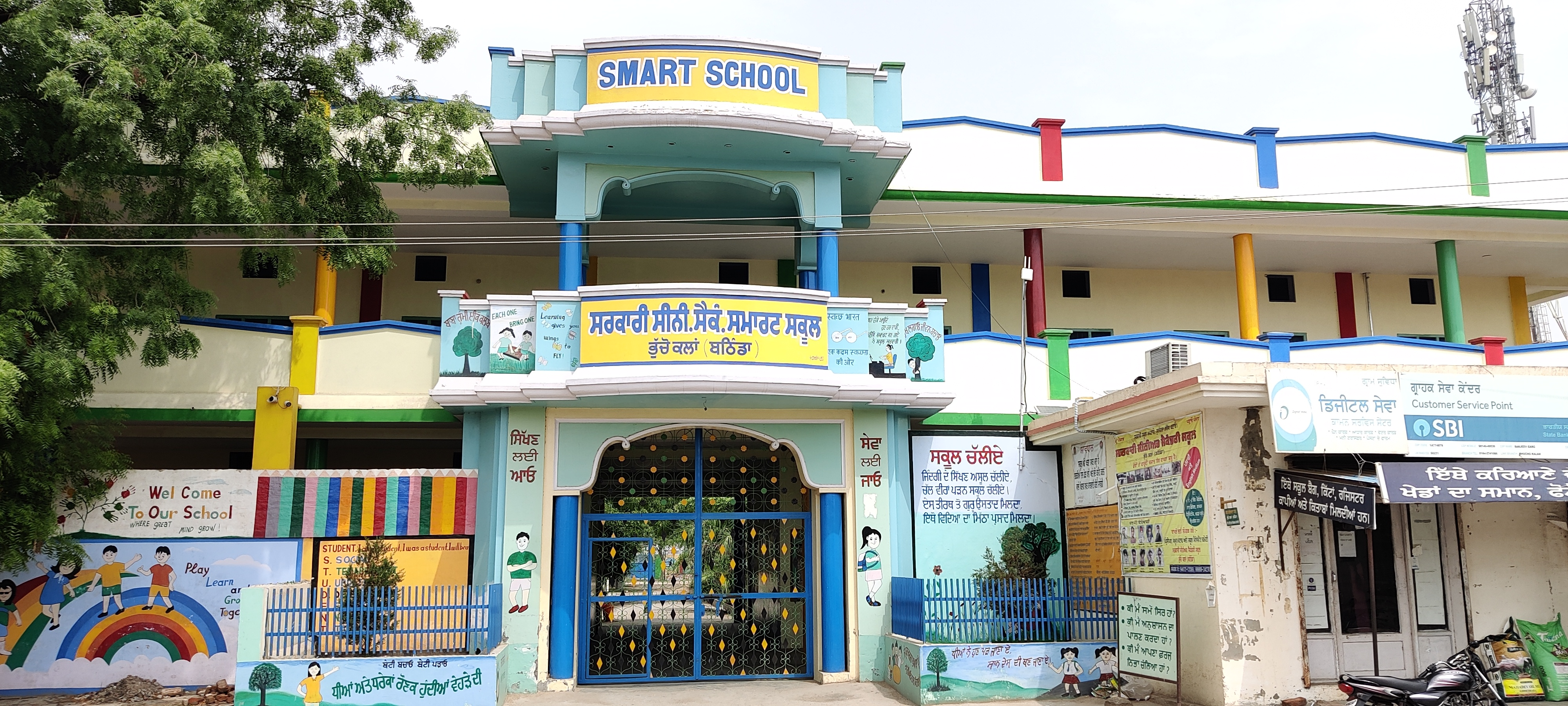
Entrance of Govt. Senior Secondary School Bhucho Kalan(Bathinda)